# Caret
Pour les articles homonymes, voir Caret (homonymie).
Pour l’article ayant un titre homophone, voir Carhaix.

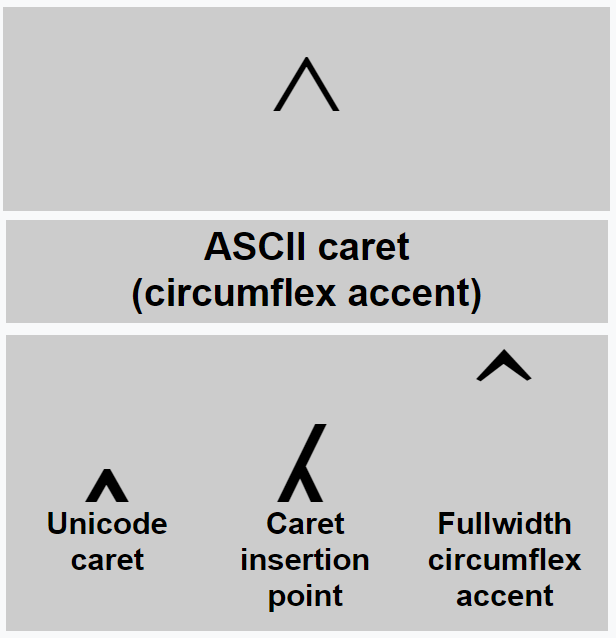
Caret

Le caret (du latin caret, « il est privé de » ou « il manque ») est un graphème ayant la forme d'un V inversé. En informatique, ce graphème correspond à trois caractères Unicode : U+005E ^ accent circonflexe , U+2038 ‸ chevron d'insertion  et U+2041 ⁁ lambda d’insertion .
Le caret ne doit pas être confondu avec les autres caractères de forme analogue, tels que U+028C ʌ chevron  ou U+2227 ∧ et logique .